# Aztreonam
El aztreonam es un antibiótico betalactámico monociclico (monobactámico) sintético, pero aislado originalmente de la bacteria Chromobacterium violaceum. Es un bactericida resistente a las betalactamasas generadas por bacterias Gram-negativas y es un antibiótico de espectro reducido dado que solo actúa frente a bacterias Gram-negativas aerobias.

## Mecanismo de acción
El aztreonam funciona de manera similar a la penicilina,y las cefalosporinas, pero a pesar de ser similar a penicilina, es el único betalactámico que puede utilizarse en alérgicos a penicilina. Interactúa con las enzimas formadora de los peptidoglicanos e inhibe la síntesis de la pared celular bacteriana de las bacterias Gram-negativas, pero frente a bacterias anaeróbicas y Gram-positivas su acción es casi nula.

## Indicaciones
Se utiliza comúnmente frente a las infecciones causadas por Pseudomonas aeruginosa, pero su espectro abarca a las enterobacterias (incluida la Escherichia coli) y los géneros de bacterias Klebsiella, Haemophilus, Citrobacter y Proteus.
Indicado en sepsis ortopédicas y del SNC. En dosis de 1 -2 g cada 8 h vía EV.

## Administración y contraindicaciones
Su administración es por vía intravenosa e intramuscular, ya que por la vía oral su absorción es muy pobre.
Entre las reacciones adversas que se han estudiado se encuentran prurito y comezón, diarrea, náusea, vómito.